# Josephine Arendt
Pour les articles homonymes, voir Arendt.
Josephine Arendt, née en 1941 et morte le 4 septembre 2023 à Guernesey,, est une scientifique britannique. Biochimiste, elle se consacre à l’endocrinologie, la chronobiologie et l’immunologie. Elle enseigne et publie de nombreux articles spécialisés.

## Carrière et apport scientifique
Joséphine Arendt est née en 1941, elle termine son diplôme en biochimie de l’Université de Londres en 1962. À la même université, elle finit son doctorat en 1966. Sa thèse de doctorat concerne l’étude de la 5-hydroxytryptamine, aussi connue sous le nom de sérotonine, et de l’un de ses précurseurs, le tryptophane. De 1966 à 1977, elle entreprend des études postdoctorales à l’université de Genève en Suisse, où elle explore son intérêt pour la mélatonine.
En 1988, elle fonde une compagnie dont elle est la directrice, Stockgrand Ltd, qui lui permet de bénéficier de son expertise sur la lumière et la mélatonine. Tous les profits servent à soutenir des étudiants au doctorat et à financer la recherche.
De 1967 jusqu’en 2019, Josephine Arendt écrit plus de 200 articles publiés dans des journaux scientifiques. En 1994, elle publie son livre, Melatonin and the Mammalian Pineal Gland. Cet ouvrage discute entre autres de la glande pinéale, de son mécanisme, de son rôle et de ses effets physiologiques chez les mammifères.
Elle a grandement contribué au domaine de la chronobiologie, pour ce qui est de la réponse de la mélatonine en lien avec la lumière dans le système circadien. Elle s’intéresse notamment à leurs réponses dans un contexte de trouble du sommeil dû au décalage horaire et au travail posté ainsi que chez les aveugles. Elle décrit également les propriétés de la mélatonine et son importance dans le corps humain. 
Joséphine Arendt apporte également une grande contribution au domaine de l’immunotechnologie, par ses recherches sur la détection et la quantification de la mélatonine dans le corps. Elle est directrice émérite du Centre de chronobiologie ainsi que professeure émérite d’endocrinologie à l’Université de Surrey située en Angleterre. 

## Recherches

### Intérêt pour la mélatonine
À la suite de son doctorat, Arendt développe un intérêt concernant le fonctionnement d’une hormone, la mélatonine, aussi connue sous le nom d’hormone du sommeil. Sécrétée par la glande pinéale durant la nuit, la mélatonine joue un rôle important dans le maintien du rythme veille-sommeil. Dans les années 1970, Arendt effectue plusieurs expériences qui consistaient à mesurer le taux de mélatonine dans le sang des rats pendant la nuit. Elle mesure aussi l’enzyme mélatonine, N-acetyltransferase, et le taux de mélatonine dans la glande pinéale pour se rendre compte que ces sites montrent une rythmicité semblable et que chacun de ces sites pouvait être utilisé afin d’étudier l’activité circadienne centrale chez le rat. Par après, elle démontre que le taux de mélatonine dans le sang et dans l’urine rend possible la compréhension de l’horloge interne.
Parmi ses nombreuses recherches, Josephine Arendt étudie les rythmes biologiques des individus dans les régions polaires. En effet, dans les régions arctique et antarctique, les individus sont privés de lumière naturelle pendant l’hiver et sont exposés à la lumière tout au long de l’été. Elle s’intéresse alors à la présence de la mélatonine dans la glande pinéale, qui serait un marqueur rythmique des changements circadiens lorsque l’altitude est élevée. En 1999, Arendt effectue une expérience sur l’effet photopériodique de la mélatonine sur les humains et démontre que la présence de cette hormone aurait un effet sur la physiologie humaine puisqu’elle serait une indicatrice de la durée de la journée. Pendant de nombreuses années et jusqu’à présent, la mélatonine serait reconnue comme étant le marqueur de rythme circadien optimal pour la compréhension du système circadien.
En collaboration avec David Kings, Josephine vient en aide à ceux qui souffrent de trouble du sommeil, plus particulièrement le syndrome de retard de phase du sommeil. Ce trouble est causé par le dérèglement de l’horloge biologique interne, où celle-ci est décalée. Arendt traite ainsi ses patients en leur administrant de la mélatonine. Cette hormone accélère alors l’endormissement et aide la synchronisation de l’horloge interne. Dans les années 1990, Josephine Arendt s’intéresse aussi aux causes des perturbations du rythme circadien, rencontrées notamment chez les travailleurs de nuit. Arendt se penche alors sur les bienfaits de la mélatonine afin d’aider les travailleurs de nuit à de nouveau effectuer des quarts de jour et qu’ils retrouvent un rythme circadien qui se rapproche de la normale.

### Décalage horaire
En 1982, elle est une des premières à faire une étude sur le décalage horaire. Il s’agit d’un phénomène connu qui se produit lors d’une transition rapide entre deux fuseaux horaires différents. Son étude explique les effets du décalage horaire, comme la difficulté à s’endormir, mais aussi d’autres problèmes associés comme la dépression, une digestion changée et bien d’autres. À la suite de la publication de cette étude, une vague de questionnements de la part des lecteurs émerge et permet alors de faire l’introduction du sujet à plusieurs chercheurs.

### Trouble du sommeil chez les non voyants
Elle se renseigne d’ailleurs sur d’autres troubles du sommeil, plus précisément chez les aveugles. Le cycle circadien de l’humain est généralement d’une durée d’un peu plus de 24 heures. Dans plusieurs articles, elle explique que le syndrome de retard de phase du sommeil est présent chez certaines personnes non voyantes, qui ne peuvent alors pas avoir les signaux de lumière-noirceur qui informent le corps du temps de la journée, ce qui dérègle le cycle de 24 h. Ce décalage peut-être si important que, par moments, ces individus se retrouvent dans leur phase de la nuit en plein jour. Ils vont donc sécréter de la mélatonine, avoir une diminution de vivacité, de vigilance et des performances affaiblies. Dans le cas contraire, ils peuvent aussi être en phase de jour durant la nuit, donc ne pas sécréter beaucoup de mélatonine et avoir des difficultés à dormir. En 1986, un homme complètement aveugle, à la suite de la prise de conscience des études de Dr Arendt, a demandé à celle-ci d’avoir de la mélatonine en échange de faire partie d’une recherche. Dans ce projet de recherche, dès le début de l’usage de la mélatonine, le patient retrouve un cycle régulier. La publication de son étude, en 1988, motive la réalisation de plusieurs autres études, qui ont par la suite réussi à confirmer qu’il était possible de contrôler le cycle d’une personne non voyante. En 1999, elle publie une étude sur l’effet de la lumière sur le rythme circadien. Cette étude est faite sur des sujets aveugles. Pour ceux qui n’ont aucune perception de la lumière, le cycle était très souvent déréglé. Pour ces derniers, il est possible de voir des taux de cortisol et de mélatonine en libre cours. Les aveugles avec perception de lumière avaient pour la plupart des cycles réguliers. La production de mélatonine dépendrait de l’intensité de la lumière et de la longueur d’onde de celle-ci. La lumière serait donc le principal synchroniseur du cycle.